# Karl Krall von Krallenberg
Karl Krall von Krallenberg, též Karl von Krall-Krallenberg (1829 – 1907), byl rakousko-uherský, respektive předlitavský státní úředník a politik. 20. června 1895 se stal ve vláda Ericha Kielmansegga ministrem spravedlnosti Předlitavska coby provizorní správce rezortu (jinak byl sekčním šéfem ministerstva). Na vládním postu setrval do 30. září 1895. Do roku 1899 pak působil jako prezident vrchního zemského soudu ve Vídni.